# Kūchkīneh
Kūchkīneh (persiska: کوچکینه) är en ort i Iran.   Den ligger i provinsen Kermanshah, i den nordvästra delen av landet, 400 km väster om huvudstaden Teheran. Kūchkīneh ligger 2 041 meter över havet och antalet invånare är 288.
Terrängen runt Kūchkīneh är kuperad västerut, men österut är den platt.Runt Kūchkīneh är det ganska tätbefolkat, med 80 invånare per kvadratkilometer. Närmaste större samhälle är Sonqor, 10,4 km väster om Kūchkīneh. Trakten runt Kūchkīneh består i huvudsak av gräsmarker.